# Athetis aurobrunnea
Athetis aurobrunnea là một loài bướm đêm trong họ Noctuidae.